# Pleuranthodium tephrochlamys
Pleuranthodium tephrochlamys là một loài thực vật có hoa trong họ Gừng. Loài này được Karl Moritz Schumann và Carl Adolf Georg Lauterbach miêu tả khoa học đầu tiên năm 1900 dưới danh pháp Alpinia tephrochlamys. Năm 1991, Rosemary Margaret Smith chuyển nó sang chi Pleuranthodium.

## Phân bố
Loài này được tìm thấy ở Kaiser-Wilhelmsland, trong địa phận các tỉnh Madang và Morobe của Papua New Guinea.
Mẫu vật điển hình do Carl Adolf Georg Lauterbach thu thập:
- C.A.G.Lauterbach 1211 (syn B) tại Melanua Harbour, Konstantinhafen, Madang ngày 11 tháng 12 năm 1890.
- C.A.G.Lauterbach 2550 (syn K) ở cao độ 160 m trên mực nước biển tại rừng ven sông Ramu, Madang ngày 24 tháng 7 năm 1890.
- Alpinia tephrochlamys var. aspericaulis: C.A.G.Lauterbach 589 (holo B) ở cao độ 300 m trên mực nước biển tại Sattelburg (Sattelberg), Morobe ngày 22-26 tháng 7 năm 1890.